# 北斯塔 (特拉華州)
北斯塔（英語：North Star）是位於美國特拉華州紐卡斯爾縣的一個人口普查指定地區。

## 地理
北斯塔的座標為39°45′40″N 75°43′09″W / 39.76111°N 75.71917°W，而該地最高點為海拔高度107米（即351英尺）。

## 人口
根據2010年美國人口普查的數據，北斯塔的面積為17.70平方千米，當中陸地面積為17.70平方千米，而水域面積為0.00平方千米。當地共有人口7980人，而人口密度為每平方千米450人。